# Gmina zbiorowa Esens
Gmina zbiorowa Esens (niem. Samtgemeinde Esens) – gmina zbiorowa położona w niemieckim kraju związkowym Dolna Saksonia, w powiecie Wittmund. Siedziba administracji gminy zbiorowej znajduje się w miejscowości Esens.

## Podział administracyjny
Do gminy zbiorowej Esens należy siedem gmin, w tym jedno miasto (Stadt):
1. Dunum
2. Esens
3. Holtgast
4. Moorweg
5. Neuharlingersiel
6. Stedesdorf
7. Werdum